# Grön IT
Grön IT är ett initiativ från IT-branschen.
Grön IT innebär både minskad miljöpåverkan från själva användandet av IT-hårdvara och minskad miljöpåverkan genom att optimera och även ersätta miljökrävande processer med IT-tjänster.
En aspekt är att försöka använda färre fysiska servrar genom att använda virtualiseringstekniker som gör det möjligt att köra flera servrar på en och samma hårdvara. Detta gäller även för PC klienter då tunna klienter används. Med färre fysiska servrar minskar inte bara elåtgången för dessa utan även åtgången för de kylanläggningar dessa kräver.
IT och miljön - en samling goda exempel. IT kommissionens rapport 4/97 (SOU 1996:178). IT och miljön är gjord i reportageform och rapporten ger många goda exempel  runt om i Sverige där IT har gett miljövinster. I skriften ges också förslag på vad som kan göras för att underlätta utvecklingen mot mer miljöanpassade verksamheter. It och miljöhar skrivits av miljöjournalisterna Lars-Eric Sjölander och Leif Lövström. 
http://www.itkommissionen.se/dynamaster/file_archive/020124/82b19c76179cc853b6206c5137d27759/04_97%20IT%20och%20milj%f6n%20-%20en%20samling%20goda%20exempel.pdf
Grön IT beskrivs utförligt i boken Grön IT, från problem till lösning av Håkan Nordin.